# Триметилгаллий
Триметилгаллий — элементоорганическое вещество, простейшее алкилпроизводное галлия с формулой Ga(CH3)3, бесцветная жидкость, самовоспламеняется на воздухе.

## Получение
- Взаимодействие порошкообразного галлия с диметилртутью:

{\displaystyle {\mathsf {2Ga+3Hg(CH_{3})_{2}\ {\xrightarrow {100^{o}C}}\ 2Ga(CH_{3})_{3}+3Hg}}}

## Физические свойства
Триметилгаллий — бесцветная жидкость, которая самовоспламеняется на воздухе. Поэтому работать с ним можно только в инертной атмосфере (азот или аргон).

## Химические свойства
- Энергично реагирует с водой:

{\displaystyle {\mathsf {Ga(CH_{3})_{3}+2H_{2}O\ {\xrightarrow {}}\ GaCH_{3}(OH)_{2}+2CH_{4}\uparrow }}}